# 허용순
허용순(許庸純, 1964년~)은 대한민국의 발레 안무가이다.프랑크푸르트발레단, 스위스 취리히발레단과 바젤발레단을 거쳐 독일 뒤셀도르프발레단 수석무용수 및 발레마스터로 국제 무대에서 활동 중이다.